# Amorinópolis
Amorinópolis, amtlich Município de Amorinópolis, ist eine brasilianische politische Gemeinde im Bundesstaat Goiás. Sie liegt westlich der brasilianischen Hauptstadt Brasília und von Goiânia, der Hauptstadt des Bundesstaates.

## Geographische Lage
Amorinópolis grenzt
- im Norden an die Gemeinde Iporá
- im Süden an Ivolândia